# Protapanteles triangulator
Protapanteles triangulator är en stekelart som först beskrevs av Wesmael 1837.  Protapanteles triangulator ingår i släktet Protapanteles och familjen bracksteklar. Arten är reproducerande i Sverige. Inga underarter finns listade i Catalogue of Life.